# ماتيلدي رودريغيز كابو
ماتيلدي رودريغيز كابو غوزمان ( (بالإسبانية: Matilde Rodríguez Cabo)‏لاس بالماس، سان لويس بوتوسي، 17 يوليو/ تموز 1902 - مكسيكو سيتي، 8 سبتمبر/ أيلول 1967)  كانت أول طبيب نفسي في المكسيك، وكانت جرَاحة، كاتبة، ومؤيدة للنسوية. كانت رودريغيز ناشطة في مجال حقوق المرأة المكسيكية، وتنتمي إلى الحزب الشيوعي المكسيكي، تزوجت من الجنرال فرانسيسكو ج. موخيكا، ولديها ابن يُدعى جانيتسيو موخيكا رودريغيز كابو.
تخرجت ماتيلدي في عام 1929 من كلية الطب جامعة المكسيك الوطنية المستقلة، وتخصصت في الطب النفسي في جامعة هامبولدت في برلين عامي 1929 و1930. مع إستيرتشا باوما وماريا لافال أوربينا، أصبحت رودريغيز رائدةً في الحركة النسائية المكسيكية في الأربعينيات.
وفي هذا السياق تولت قيادة الحركة مجموعة من النساء والمثقفين المرتبطين بمختلف المنظمات في البلد، بما في ذلك الجبهة المتحدة من أجل حقوق المرأة والمثقفين الذين شملت عضويتهم تشابا، وريفوجيو وإسبرانزا بولماسيدا، وكونسيلو أوبرانغا. في عام 1933، أسست المدرسة الأولى للأشخاص الذين يعانون من إعاقات في التعلم. وفي عام 1936، إلى جانب أوفيليا دومينغيز نافارو، اقترحت رودريغيز إصلاحات لإلغاء تحريم الإجهاض في المكسيك من خلال العرض الذي قدمته لاموجز في جبهة سوسياليستا دي أبوجادوس.
وكان الاقتراح في طليعة المناقشة الدولية بشأن تقرير مصير المرأة، كانت رودريغيز باحثة بارزة أيضاً ومدافعة عن تحسين النسل والحق في الإجهاض.

## النشأة
في عام 1902، ولدت ماتيلدي رودريغيس في مدينة لاس بالماس المكسيكية، سان لويس بوتوسي. وعلى الرغم من أن جزءاً من طفولتها حدث في خضم الحرب الثورية المكسيكية، في الرابعة عشرة، التحقت رودريغز بالمدرسة الألمانية في المكسيك، وكوليجيو أليمان ألكسندر فون هومبولدت مكسيكو سيتي، وحصلت على البكالوريا واللغة الألمانية أثناء وجودها هناك. ثم استخدمت في وقت لاحق مهارة الألمانية أثناء دراستها في دولة ألمانيا وترجمة الأعمال النفسية الألمانية الكبرى التي قام بها كارل جونج، وسيغموند فرويد، وأوسكار بفيستر إلى الإسبانية.

## التدريب النفسي
بدأت رودريغز أول فترة لها في المدرسة الطبية في الجامعة الوطنية للمكسيك في عام 1922. وأثناء تقديم الطلبات، حاولت الدخول في مهنة الجراحة، ولكنها واجهت معارضة من الجامعة التي كانت لديها وجهات النظر التقليدية بالنسبة للإناث في هذا الوقت، ولم تتمكن من الحضور كطالبة عادية إلا بخطابات دعم.
وفي عام 1928، تخرجت رودريغز كجراحة، غطّت أطروحتها للدكتوراه «الصحة وفن الطهو»، على الرغم من أن الطب النفسي سيكون قريبًا المجال الذي تابعت فيه. وفي عام 1929، مُنحت رودريغز منحة من جامعة برلين لعلوم الأعصاب والطب النفسي من جامعة ألكسندر فون هومبولت، ما سمح لها بالتخصص بمعرفتها الطبية في علم الأعصاب والطب النفسي ضمن «الدورات الدولية للتدريب الطبي» في ألمانيا.
وفي عام 1929، عُيّنت أيضاً رئيسة للمحكمة العليا للوقاية الاجتماعية في المكسيك وعضوًا في المجلس الأعلى للدفاع والرعاية الاجتماعية.  وخلال دراساتها في ألمانيا -تحت إشراف الحكومة المكسيكية- أمضت رودريغز وقتاً مع الاتحاد السوفيتي وستاليني SSRU لمعرفة المزيد عن ممارساتهم لحماية الأم والطفل، والتي عرضتها بدورها على الاشتراكية وحركتها.
وبعد عودتها إلى المكسيك، انضمت رودريغز إلى خوسيه غوميز روبليدا وصموئيل راميريز مورينو في السجن العام لـ لاكاستانيدا للبدء في دمج هذه الأساليب الجديدة للرعاية النفسية للعاملين في هذا المكان.

## الحياة الشخصية واللاحقة
مضت ماتيلدي رودريغيز كابو قدماً في تمثيل وتعميم وجهات نظر المكسيك في المؤتمرات الدولية، لا سيما فيما يتعلق بمعاملة النساء والأطفال، وهو المجال الرئيسي لخبرتها وعملها. ففي سبتمبر/ أيلول 1931 على سبيل المثال، ألقت ماتيلدي خطاباً عاماً في مؤتمر للعمال والفقراء أكدت فيه على أهمية السن عند التعامل مع الصدمات النفسية. في 28 سنة من مارس 1931 إلى مارس 1934، عملت ماتيلدي كرئيس لعيادة الطب النفسي في المدرسة الطبية نفسها التي التحقت بها.
في عام 1936، عُيّنت الدكتورة ماتيلدي رودريغيس كابو رئيسة لإدارة الضمان الاجتماعي بوزارة الداخلية. استمرت ماتيلدي في العمل مع العديد من المؤسسات العامة في المكسيك، مثل المدرسة الوطنية للعمل الاجتماعي، وكمراقِبة للمديرية العامة لإحداث مؤسسة دراسات في جامعة المكسيك الوطنية المستقلة ذاتياً، حيث عملت على إنتاج مشاريع القانون التي حققت المساواة بين النساء والأطفال. وفي شباط/ فبراير 1940، قدمت ماتيلدي عملها في سبيل حل المشكلة التي تحيط بالقاصرين الجانحين وببغاء الأطفال في ذلك الوقت في سلسلة من المؤتمرات التي نظمتها الجمعية المكسيكية لايوجنيك لتحسين العرق.

## جناح الأطفال «لاكاستانيدا»
أنشأ المستشفى العقلي العام في لا كاستانيدا جناح الأطفال في تشرين الأول/ أكتوبر 1932 من أجل إعادة بناء وحدة المؤسسة المكسيكية في القرن العشرين وإنشاء مكان لحماية صحة الأطفال ومعالجتها، وعينت رودريغز مديراً للمستشفى العقلي في نفس العام. حملت رودريغز لقب رئيس دائرة طب النفس للأطفال في اللجوء العام للمكسيك. وفي فبراير/ شباط 1933، دشنت ماتيلدي ملحقًا بجناح الأطفال، ومدرسة الأطفال الشواذ، بالإضافة إلى بداية الحفلات الموسيقية والجمباز والهوايات البديلة وبرامج العلاج بالعمل للأطفال داخل المؤسسة. وفي ظل توجيهات منها، أُصلحت المؤسسة مع دمج التنظيم المتزايد وتحسين الخدمات والظروف والاهتمام بالأطفال واتباع نهج أكثر اقتصاداً عموماً من خلال إزالة النفقات غير الضرورية وأعضاء هيئة التدريس.
وقد أنشأت مناهج دراسية وحلقات عمل تضمنت تعليمات عن الثقافة والإجراءات والتقييمات والميزانية التي ستنفذ داخل المؤسسة. وعززت رودريغز من معاملة المرضى عقليًا بإدراج نهج سريري أكثر ظرفية للمرضى بدلًا من الاكتفاء بتشخيص عام، وبتيسير وتدريب الأفراد الذين يستأنفون الاندماج في المجتمع. وبحلول عام 1937، كان قسم طب الأطفال النفسي في لا كاستانيدا يضم 38 فتاة و51 صبيًا، مع تشخيص وعلاجات متنوعة.

## التدبير وعلاج الأطفال غير الأسوياء في المكسيك
دعت ماتيلدي إلى حل المشاكل التي تواجهها مراكز إعادة التأهيل الاجتماعي، التي لم تكن في ذلك الوقت تستهدف على النحو المناسب إعادة تأهيل الأطفال المرضى عقليًا في المجتمع كأفراد مفيدين أو في الوقت المناسب.
وعلاوة على ذلك، فإنها تعتقد أن أحد المكونات الرئيسية لهذه العملية هو الاهتمام المقصود والرعاية ودراسة الذُهان وعلم وظائف الأعضاء لكل مريض لتشخيص ومعالجة كل فرد بشكل صحيح. وفي المكسيك في مرحلة ما بعد الثورة، ساعدت على تعميم مفهوم مفاده بأن المرض العقلي الذي يعاني منه الطفل قد يكون نابعًا من ظروف بيئته الخطرة أو ظروفه الاقتصادية، وليس فقط من العوامل الوراثية البيولوجية.

## الكفاح أو حقوق المرأة
خارج ممارستها النفسية، كانت ماتيلدي رودريغيس كابو نشطة سياسياً واجتماعياً للغاية، لا سيما في ما يتعلق بالكفاح من أجل حقوق المرأة في المكسيك. وتحت رئاسة الجنرال لازارو كارديناس، حشدت موجة من الحركة النسائية. وفي 28 أغسطس/ آب 1935، انضمت ماتيلدي رودريغز كابو إلى نساء الحزب الشيوعي المكسيكي والحزب الثوري الوطني لإقامة مؤتمر موحد لحقوق المرأة في المكسيك في الجبهة الموحدة للدفاع عن حقوق المرأة.
تناولت ماتيلدي طائفةً واسعة من المسائل الاجتماعية فيما يتعلق بالمرأة وحقوقها. وقالت إنه من الانتقادات الكبرى التي واجهتها هي القوانين التي لا تدافع عن حقوق الأمهات الوحيدات والأطفال المولودين خارج نطاق الزوجية، وذكرت أن إعادة تشكيل هيكل تفاعلات هؤلاء الأفراد ومعاملتهم -والذين كثيراً ما يحتاجون إلى إثبات أبوة- أمر ضروري، لا سيما ما يتعلق بالاختلافات الطبقية. حثّت ماتيلدي على وعي الأمهات والأطفال في المكسيك في ذلك الوقت الذي كثيراً ما واجه قضايا صحية رئيسية لم تعالج.
قادت ماتيلدي رودريغيز كابو الطريق إلى إضفاء الشرعية على الإجهاض في المكسيك. من 1920 إلى 1940، كان إضفاء الشرعية على الإجهاض نقطة رئيسية للمناقشة داخل البلد، وعبّرت ماتيلدي عن فكرة تحسين النسل القائلة بأن إمكانية استخدام الإجهاض تُعد ترفّعًا عن العنصرية، مع منح الأمهات القدرة على اختيار تراثهم الجيني وتخفيض عدد الولادات من النساء اللاتي لديهن خلفيات عقلية غير مستقرة أو مجنونة. ولهذه الأسباب، دفعت ماتيلدي إلى إزالة اسم وأد المواليد من الإجهاض. في عام 1937، ومع ماركسيين نسويين آخرين في ذلك الوقت مثل استير تشابا وأوفيليا دومينغيز نافارو وإسبيرانزا بالماسيدا، قدمت ماتيلدي اقتراحاً إلى الجبهة الاشتراكية للمحامين بسحب الإجهاض باعتباره جريمة جنائية والتحرك قدماً في منح النساء كامل الحقوق المدنية والسياسية.
أولت ماتيلدي أهمية عالية للأدوار المهنية والاجتماعية والسياسية للمرأة في بلد المكسيك. وكانت لها علاقات وثيقة مع العديد من الأفراد المعروفين ليس فقط في الطب، بل وأيضاً في السياسة والقانون والأدب. ومن شأن آرائها بشأن هذه القضايا أن أدّت في وقت لاحق إلى الكتابات التي ساهمت في أعمالها المنشورة: «المرأة الثورية» و«الإشكالية الجنسية للمرأة في العالم العربي».